# Michael Cristofer
Michael Ivan Christofer (Trenton, 22 gennaio 1945) è un drammaturgo, sceneggiatore, regista e attore statunitense.

## Biografia
Esordisce alla sceneggiatura nel 1980 con The Shadow Box, un film TV tratto da un suo lavoro teatrale per cui vinse il Pulitzer nel 1977. Seguono Le streghe di Eastwick, Innamorarsi, Il falò delle vanità e altro ancora. Dirige tre film, di cui il più noto è probabilmente Original Sin di cui è anche sceneggiatore.

## Filmografia

### Attore

#### Cinema
- Un nemico del popolo (An Enemy of the People), regia di George Schaefer (1978)
- Die Hard - Duri a morire (Die Hard with a Vengeance), regia di John McTiernan (1995)
- L'amore e altri luoghi impossibili (Love and Other Impossible Pursuits), regia di Don Roos (2009)

#### Televisione
- Rubicon – serie TV, 11 episodi (2010)
- Suits – serie TV, episodio 2x02 (2012)
- Smash – serie TV, 15 episodi (2012-2013)
- Ray Donovan – serie TV, 4 episodi (2013-2015)
- American Horror Story – serie TV, episodi 3x09-3x10-3x11 (2013-2014)
- Elementary – serie TV, episodio 3x04 (2014)
- Mr. Robot – serie TV, 32 episodi (2015-2019)
- Fallout – serie TV, episodi 1x01-1x08 (2024)

### Sceneggiatore
- Innamorarsi (Falling in Love), regia di Ulu Grosbard (1984)
- Le streghe di Eastwick (The Witches of Eastwick), regia di George Miller (1987)
- Il falò delle vanità (The Bonfire of Vanities), regia di Brian De Palma (1990)
- Mr. Jones, regia di Mike Figgis (1993)
- Breaking Up - Lasciarsi (Breaking Up), regia di Robert Greenwald (1997)
- Original Sin, regia di Michael Cristofer (2001)
- The Bleeder - La storia del vero Rocky Balboa (The Bleeder), regia di Philippe Falardeau (2016)
- I segreti della notte (The Night Clerk), regia di Michael Cristofer (2020)

#### Soggetto
- Gia - Una donna oltre ogni limite (Gia), regia di Michael Cristofer – film TV (1998)
- Casanova, regia di Lasse Hallström (2005)

### Regista
- Gia - Una donna oltre ogni limite (Gia) – film TV (1998)
- Body Shots (1999)
- Original Sin (2001)
- I segreti della notte (The Night Clerk) (2020)
- The Great Lillian Hall – film TV (2024)

## Doppiatori italiani
Nelle versioni in italiano delle opere in cui ha recitato, Michael Cristofer è stato doppiato da:
- Paolo Buglioni in Die Hard - Duri a morire, The Girl in the Book
- Stefano De Sando in L'amore e altri luoghi impossibili
- Carlo Reali in Rubicon
- Toni Orlandi in Smash
- Pieraldo Ferrante in Elementary
- Dario Penne in Suits
- Fabrizio Pucci in American Horror Story
- Pierluigi Astore in Mr. Robot
- Luca Biagini in Fallout